# Luftverkehrsgesellschaft
LVG ou Luftverkehrsgesellschaft était un constructeur aéronautique allemand qui fut créé en 1908 à Berlin-Johannisthal par Alfred Müller.
Initialement il s'agissait d'une société de transport de passagers et de voyages publicitaires avec des dirigeables Parseval. 
À partir de 1911, LVG se consacra également à la construction d'avions. Franz Schneider, le chef suisse du bureau d'études, entra dans la société en 1912. C'est lui qui inventa, en 1913, le dispositif de synchronisation placé entre le moteur et la mitrailleuse qui révolutionna le combat aérien à partir de 1915. Le LVG E.I (en) en fut doté, mais celui-ci ne fut pas employé durant la Première Guerre mondiale. 
LVG a essentiellement construit des avions-école et des avions de reconnaissance, dont le LVG C.I, le premier appareil biplace allemand qui entra en service sur le front et dont le poste de l'observateur fut doté d'une mitrailleuse mobile, ainsi que le LVG C.VI qui fut produit à plus de 1 000 exemplaires.
LVG a produit au total 5 640 appareils durant la Première Guerre mondiale et était de ce fait le deuxième constructeur aéronautique du Reich après Albatros Flugzeugwerke. Durant l'année 1913 la société compta encore 300 ouvriers et livra 60 avions mais continua toujours de s'agrandir et de se développer. Ainsi, au mois de mai 1918, ce sont 174 avions qui quittèrent les ateliers de LVG qui compta alors 3 500 employés.

## Les avions produits par LVG
- LVG B.I - avion de reconnaissance et d'entraînement basique.
- LVG B.II - avion de reconnaissance et d'entraînement basique.
- LVG B.III - avion d'entraînement basique.
- LVG C.I - premier appareil biplace avec mitrailleuse de l'observateur mobile
- LVG C.II - avion de reconnaissance
- LVG C.III (?)
- LVG C.IV - avion de reconnaissance
- LVG C.V - avion de reconnaissance
- LVG C.VI - plus de 1 000 appareils livrés
- LVG C.VIII - uniquement prototype
- LVG C.IX - pas terminé
- LVG C.VIII - uniquement prototype
- LVG D 10
- LVG D.II - uniquement prototype
- LVG D.III - uniquement prototype
- LVG D.IV - uniquement prototype
- LVG D.V (en) - uniquement prototype
- LVG D.VI (en) - uniquement prototype
- LVG E.I (en) - prototype avec deux mitrailleuses
- LVG G.I (en) - bombardier
- LVG G.II - tri plan
- LVG G.III - tri plan (fabriqué également sous licence en tant que Schütte-Lanz G.V)

## Source
- (de) Cet article est partiellement ou en totalité issu de l’article de Wikipédia en allemand intitulé « Luftverkehrsgesellschaft (LVG) » (voir la liste des auteurs).